# Barbara Valentin
Barbara Valentin, nacida Ursula Ledersteger (Viena, 15 de diciembre de 1940-Múnich, 22 de febrero de 2002), fue una actriz austriaca. En cine, trabajó a menudo con Rainer Werner Fassbinder.

## Biografía
Valentin nació en 1940 como Ursula Ledersteger en Viena, Austria (entonces parte de la Alemania nazi). Su padre era el director artístico austriaco Hans Ledersteger y su madre la actriz Irmgard Alberti. Tenía un medio hermano, Alfred Ledersteger. Estuvo casada con el director de cine alemán Helmut Dietl.
A principios y mediados de la década de 1980, Valentin fue amiga íntima de Freddie Mercury, quien vivió con ella y la hija de esta en su apartamento de Múnich durante algún tiempo. Aparece en el vídeo de la canción de Queen «It's a Hard Life».
Durante su carrera, Valentin fue apodada «la Jayne Mansfield alemana».
El 22 de febrero de 2002, Valentin falleció a causa de un accidente cerebrovascular en Múnich a la edad de 61 años. Fue enterrada en el Ostfriedhof de Múnich.

## Filmografía seleccionada
| Año  | Título                              | Papel             | Director                             | Notas                                                                         |
| ---- | ----------------------------------- | ----------------- | ------------------------------------ | ----------------------------------------------------------------------------- |
| 1960 | Ein Toter hing im Netz              | Babs              | Fritz Böttger                        |                                                                               |
| 1961 | Das Mädchen mit den schmalen Hüften | Reina de belleza  | Johannes Kai                         |                                                                               |
| 1961 | The Festival Girls                  | Valentine         | Leigh Jason                          |                                                                               |
| 1961 | In der Hölle ist noch Platz         | Janet             | Ernst von Theumer                    |                                                                               |
| 1965 | 001, operación Caribe               | Gloria            | Ernst von Theumer                    |                                                                               |
| 1966 | In Frankfurt sind die Nächte heiß   | Sonja             | Rolf Olsen                           |                                                                               |
| 1967 | Carmen, Baby                        | Dolores           | Radley Metzger                       |                                                                               |
| 1968 | Der Partyphotograph                 | Barbara           | Hans Dieter Bove                     |                                                                               |
| 1968 | The Star Maker                      | Camarera de hotel | John Carr                            |                                                                               |
| 1970 | Beiß mich Liebling!                 | Rosi              | Helmut Förnbacher                    |                                                                               |
| 1971 | Furchtlose Flieger                  | Blondie           | Veith von Fürstenberg, Martin Müller |                                                                               |
| 1972 | King, Queen, Knave                  | Óptica            | Jerzy Skolimowski                    |                                                                               |
| 1973 | Welt am Draht                       | Gloria Fromm      | Rainer Werner Fassbinder             | Telefilme                                                                     |
| 1974 | Todos nos llamamos Alí              | Barbara           | Rainer Werner Fassbinder             | [ 3 ] [ 8 ]                                                                   |
| 1974 | Martha                              | Marianne          | Rainer Werner Fassbinder             | Telefilme                                                                     |
| 1974 | Effi Briest                         | Marietta Tripelli | Rainer Werner Fassbinder             |                                                                               |
| 1975 | La ley del más fuerte               | Esposa de Max     | Rainer Werner Fassbinder             |                                                                               |
| 1976 | Bomber & Paganini                   | Mona              | Nikos Perakis                        |                                                                               |
| 1977 | Frauenstation                       | Madre de Angelika | Rolf Thiele                          |                                                                               |
| 1978 | Flammende Herzen                    | Karola Faber      | Walter Bockmayer, Rolf Bührmann      |                                                                               |
| 1980 | Berlin Alexanderplatz               | Ida               | Rainer Werner Fassbinder             | Adaptación televisiva de 15 horas de la novela épica de Alfred Döblin de 1929 |
| 1981 | Lili Marleen                        | Eva               | Rainer Werner Fassbinder             |                                                                               |
| 1981 | Looping                             | Helma             | Walter Bockmayer, Rolf Bührmann      |                                                                               |
| 1984 | Im Himmel ist die Hölle los         | Erika Schrillmann | Helmer von Lützelburg                |                                                                               |
| 1987 | The Second Victory                  | Greta Mayer       | Gerald Thomas                        |                                                                               |